# Broc Little
Broc Russel Little, född 24 mars 1988 i Phoenix, Arizona, är en amerikansk före detta professionell ishockeyspelare. Efter att ha spelat universitetshockey i NCAA för Yale University under fyra säsonger, lämnade Little Nordamerika för spel med Västerås IK i Hockeyallsvenskan. Under sin första och enda säsong i Hockeyallsvenskan, vann han seriens poängliga (66), målliga (35), och hade också seriens bästa plus/minus-statistik (27). Säsongen därpå tog han steget upp i SHL då han spelade en säsong för AIK.
Säsongen 2013/14 representerade Little tre olika klubbar: han återvände till Nordamerika för spel med Springfield Falcons i AHL. Efter 20 matcher lämnade han klubben för att sedan spela två matcher för seriekonkurrenten Iowa Wild. Han avslutade säsongen med spel i FM-ligan med Jokerit. Säsongen 2014/15 värvades Little av Linköping HC i SHL. Under sin första säsong i klubben vann han Håkan Loob Trophy som tilldelas säsongens bäste målskytt i Svenska Hockeyligan (28). Efter tre säsonger i Linköping skrev han på för schweiziska HC Davos i Nationalliga A, men återvände sedan till Linköping inför säsongen 2018/19. 2019/20 vann han för andra gången Håkan Loob Trophy. Sedan november 2024 är Little den poängmässigt bästa nordamerikanen i SHL:s historia.
2011 gjorde Little debut i USA:s landslag och 2018 representerade han USA vid OS i Pyeongchang.

## Karriär

### Klubblagskarriär

#### 2007–2014: De första åren
Little började spela för Yale University i den amerikanska collegeligan NCAA säsongen 2007/08. Han gjorde stor succé under sina fyra år i NCAA då han noterades för sammanlagt 142 poäng på 121 matcher. Little var under varje säsong bland lagets tre bästa poängplockare och 2009/10 vann han den interna skytteligan (27 mål på 34 matcher). 2008/09 vann han mästerskapet med Yale.
Den 20 april 2011, inför säsongen 2011/2012, värvades Little av Västerås IK, som han skrivit ett ettårsavtal med. Den 17 september 2011 spelade han sin första match i Hockeyallsvenskan, och noterades också för en assistpoäng, då Västerås besegrade IF Troja-Ljungby med 1–4. I sin andra match för Västerås gjorde Little sitt första mål i serien, på Magnus Åkerlund, då laget besegrade Borås HC med 4–1. Little stod för totalt tre poäng i matchen då han också noterades för två assistpoäng. I sin tredje match i Hockeyallsvenskan, den 24 september 2011, gjorde Little sitt första hat trick i serien då Västerås tog sin tredje raka seger, via 2–6 mot Malmö Redhawks. På sina sju första matcher med Västerås hade han ett snitt på två poäng per match (fem mål, nio assist). Den 16 oktober 2011 gjorde Little sitt andra hat trick för säsongen då Västerås besegrade Södertälje SK med 1–5. Innan grundseriens slut hann Little med att göra ytterligare ett hat trick: i en 2–4-seger mot Mora IK den 27 februari 2012. Little vann grundseriens poängliga, gjorde flest mål och vann också plus/minus-ligan i Hockeyallsvenskan. På 51 matcher stod Little för 66 poäng, fördelat på 35 mål och 31 assist. Västerås slutade på fjärde plats i tabellen och slogs sedan ut i förkvalet till Kvalserien till Elitserien i ishockey 2012.

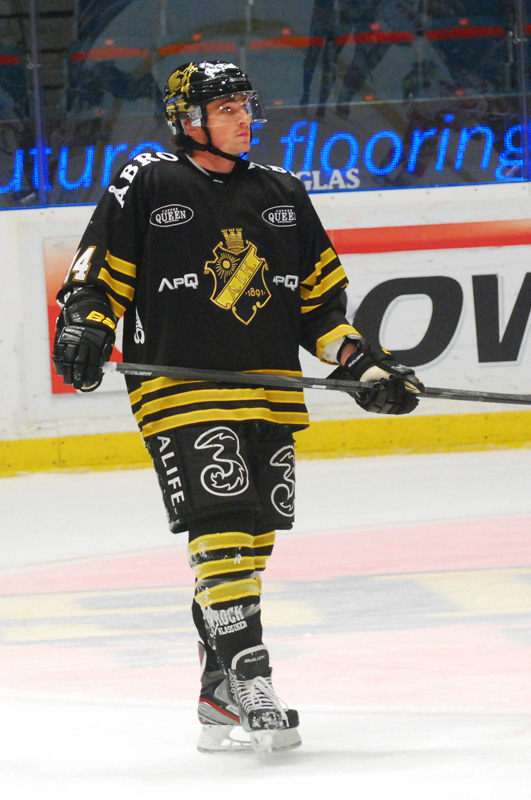
Little med AIK 2012.

Inför säsongen 2012/13 skrev Little på ett ettårskontrakt med AIK i Elitserien. Han gjorde sin debut i AIK och Elitserien den 13 september 2012 och gjorde sitt första mål två veckor senare, den 27 september, på Andreas Andersson i en 2–4-förlust mot Linköping HC. Little vann lagets interna poängliga och hamnade på en femteplats i den totala poängligan med 46 poäng på 55 grundseriematcher (16 mål, 30 assist). AIK slutade på nionde plats i grundserien och missade därmed SM-slutspelet.
Den 26 juli 2013 meddelade AHL-klubben Springfield Falcons att Little skrivit ett ettårsavtal med klubben. Den 5 oktober 2013 gjorde han AHL-debut i en 2–3-seger mot Manchester Monarchs. Senare samma månad, den 19 oktober, gjorde han sitt första AHL-mål, på Yann Danis, i en 3–2-seger mot Adirondack Phantoms. Han lämnade laget efter 20 spelade matcher, där han noterades för tre mål och fem assistpoäng, och skrev istället på ett try-out-kontrakt för Iowa Wild i mitten av januari 2014. Littles enda match med Wild spelades den 18 januari och dagen därpå meddelades det att han skrivit ett avtal med den finska klubben Jokerit. I sin debutmatch i FM-ligan den 25 januari 2014, noterades Little för två mål då Jokerit besegrade HC TPS med 1–7. Totalt stod han för två mål och tre assist på sina 15 matcher med Jokerit.

#### 2014–2025: Linköping HC
Den 16 april 2014 presenterades Little som ett av Linköping HC:s nyförvärv, då han skrivit ett tvåårsavtal med klubben. I grundserien stod Little för 47 poäng på 55 matcher och slutade tvåa i lagets interna poängliga. Med sina 28 mål vann han också Håkan Loob Trophy, som tilldelas säsongens bäste målskytt. Linköping slutade på fjärde plats i serietabellen och ställdes mot HV71 i kvartsfinalserien, som man vann med 4–2 i matcher. Laget slogs därefter ut av Skellefteå AIK i semifinal med 4–1 i matcher. Little stod för 14 poäng i SM-slutspelet (fem mål, nio assist) och slutade tvåa, bakom Axel Holmström, i slutspelets poängliga.
Under sin andra säsong i Linköping meddelade klubben den 21 oktober 2015 att man förlängt Littles kontrakt med ytterligare två år. I början av januari 2016 ådrog han sig en skada och missade nio matcher i grundserien. Trots detta vann han återigen lagets interna skytteliga, och slutade tvåa i den totala skytteligan, med 21 mål på 43 matcher. Under säsongen gjorde han sitt första hat trick i SHL, den 27 februari 2016 då Brynäs IF besegrades med 6–3. Laget slutade trea i grundserien och åkte ut ur SM-slutspelet i kvartsfinal mot Växjö Lakers Hockey (4–2 i matcher). Säsongen 2016/17 blev Littles poängmässigt främsta i SHL dittills. Mellan den 29 oktober och den 15 november 2016 stod han för tolv poäng på fem matcher. På 52 grundseriematcher noterades han för totalt 53 poäng (19 mål, 34 assist) och vann därmed lagets interna poäng-, skytte-, och assistliga, och slutade tvåa i SHL:s poängliga – en poäng bakom Skellefteå AIK:s Joakim Lindström. För andra säsongen i följd slogs Linköping ut i kvartsfinal i SM-slutspelet, denna gång mot Brynäs IF med 4–2 i matcher. 
I april 2017 lämnade Little Linköping efter att ha skrivit ett ettårskontrakt med den schweiziska klubben HC Davos i Nationalliga A. Den 8 september samma år gjorde han debut i NLA i en match mot EV Zug. I samma match noterades han för sitt första mål i serien, på Tobas Stephan – Davos föll dock med 2–3. Efter att ha inlett säsongen 2017/18 starkt, förlängde Davos avtalet med Little med ytterligare ett år i början av november 2017. Little vann både lagets interna poäng- och skytteliga i grundserien med 36 poäng på 48 matcher (21 mål). Vid säsongens slut bröt han avtalet med Davos och återvände till Linköping HC, med vilka han skrivit ett fyraårskontrakt. Inför säsongen utsågs han till en av lagets assisterande lagkaptener. Under en match mot Skellefteå AIK den 21 oktober 2018 ådrog sig Little en ligamentsskada i fotleden tidigt i matchen. Denna skada gjorde att han missade totalt 15 grundseriematcher och var borta från spel i nästan två månader: den 19 december gjorde Little comeback. I februari 2019 missade han ytterligare fyra matcher då han ådragit sig en hjärnskakning under träning. Den 12 mars samma år gjorde Little sitt 100:e mål i SHL, då Linköping besegrade Brynäs IF med 3–2. På 33 grundseriematcher stod han för 29 poäng och vann lagets interna skytteliga med 17 gjorda mål.
För andra gången i karriären vann Little Linköpings interna poängliga i grundserien, säsongen 2019/20. På 48 grundseriematcher noterades han för 45 poäng. Med 24 gjorda mål vann han också för andra gången Håkan Loob Trophy. Little blev den fjärde spelaren, efter Erkki Laine, Lars-Gunnar Pettersson och Håkan Loob, någonsin att vinna skytteligan i grundserien mer än en gång. Linköping slutade på tionde plats i grundserien och missade för andra säsongen i följd att kvalificera sig för SM-slutspel. Little fick en del av säsongen 2020/21 förstörd då han under en match mot HV71 den 8 december 2020 bröt nyckelbenet. Han var tillbaka i spel den 16 februari 2021 efter att ha missat 21 matcher. Totalt spelade han 31 grundseriematcher och noterades för 27 gjorda poäng.
I sin åttonde SHL-säsong gjorde Little 30 september 2021 sitt första mål för säsongen, vilket gjorde att han passerade Tom Bissett som den främsta nordamerikanska målskytten i SHL:s historia. Den 11 december samma år gjorde han dessutom sin 300:e poäng i ligan, i en 1–3-seger mot Örebro HK. Han spelade totalt 51 grundseriematcher säsongen 2021/22 och slutade på andra plats i Linköpings interna poängliga med 29 poäng (15 mål, 14 assist). Den 5 augusti 2022 meddelades det att Little förlängt sitt avtal med Linköping med ett nytt treårsavtal. På grund av skattetekniska skäl missade Little de fem första omgångarna av säsongen 2022/23. I november 2022 ådrog han sig en skada under en match mot Frölunda HC, vilket gjorde att han missade 15 matcher. På 27 matcher noterades Little för 19 poäng, varav 13 mål.
Under sin nionde säsong för Linköping HC gjorde Little sitt andra hat trick för klubben den 5 oktober 2023, i en 6–3-seger mot Malmö Redhawks. Little gjorde därefter sin poängmässigt bästa säsong för Linköping sedan säsongen 2019/20. Han spelade samtliga 52 grundseriematcher och slutade på andra plats i lagets interna poängliga med 41 poäng (17 mål, 24 assist). Linköping slutade på sjätte plats i grundserien och tog sig till SM-slutspel för första gången sedan säsongen 2017/18. Väl där slogs laget ut i kvartsfinalserien mot Skellefteå AIK med 4–0 i matcher. Little stod för tre poäng på dessa matcher och var med sina två mål lagets främsta målskytt.
Den 21 november 2024 gjorde Little två mål i en och samma match; dessa innebar att han passerade Ryan Lasch som den poängmässigt bäste nordamerikanen i SHL:s historia. Little gjorde sin poängmässigt sämsta säsong i Europa då han på 38 grundseriematcher noterades för 17 poäng, varav fem mål. Han missade 13 av de 14 sista omgångarna på grund av skadeproblem.
Den 1 augusti 2025 meddelade Little att han valt att avsluta sin spelarkarriär.

### Landslagskarriär
Little representerade USA:s landslag för första gången under Deutschland Cup i november 2011. USA föll i samtliga tre matcher – mot Slovakien, Schweiz och Tyskland. Little spelade alla tre matcher och noterades endast för två utvisningsminuter. I november 2015 var han återigen med i USA:s landslagstrupp under Deutschland Cup. Den 6 november gjorde han sin första poäng i landslaget när han assisterade till matchens enda mål då USA besegrade Slovakien med 1–0. I november 2017 spelade Little Deustchland Cup för tredje gången. Den 12 november gjorde han sitt första landslagsmål, på Danny aus den Birken, då USA föll mot Tyskland med 5–1.
Då USA den 1 januari 2018 offentliggjorde sin trupp till OS i Pyeongchang stod det klart att Little blivit uttagen att representera USA. Laget tvingades spela åttondelsfinal mot Slovakien sedan man bland annat förlorat mot Slovenien och OAR i gruppspelet. I åttondelsfinalen vann USA mot Slovakien med 5–1, men i den efterföljande kvartsfinalen föll man efter straffläggning mot Tjeckien, med 3—2. Little noterades för en assistpoäng på fem spelade matcher.

## Spelarstatistik

### Klubblag
| 2007–08    | Yale University     | NCAA       | 27  | 11  | 12  | 23  | 10  | —  | —  | —  | —  | —  |
| 2008–09    | Yale University     | NCAA       | 34  | 15  | 20  | 35  | 22  | —  | —  | —  | —  | —  |
| 2009–10    | Yale University     | NCAA       | 34  | 27  | 14  | 41  | 36  | —  | —  | —  | —  | —  |
| 2010–11    | Yale University     | NCAA       | 36  | 19  | 24  | 43  | 26  | —  | —  | —  | —  | —  |
| 2011–12    | Västerås IK         | HA         | 51  | 35  | 31  | 66  | 28  | 6  | 1  | 1  | 2  | 6  |
| 2012–13    | AIK                 | Elitserien | 55  | 16  | 30  | 46  | 24  | —  | —  | —  | —  | —  |
| 2013–14    | Springfield Falcons | AHL        | 20  | 3   | 5   | 8   | 8   | —  | —  | —  | —  | —  |
| 2013–14    | Iowa Wild           | AHL        | 1   | 0   | 0   | 0   | 0   | —  | —  | —  | —  | —  |
| 2013–14    | Jokerit             | Liiga      | 15  | 2   | 3   | 5   | 4   | 1  | 0  | 0  | 0  | 0  |
| 2014–15    | Linköping HC        | SHL        | 55  | 28  | 19  | 47  | 38  | 11 | 5  | 9  | 14 | 8  |
| 2015–16    | Linköping HC        | SHL        | 43  | 21  | 14  | 35  | 24  | 6  | 2  | 2  | 4  | 0  |
| 2016–17    | Linköping HC        | SHL        | 52  | 19  | 34  | 53  | 16  | 6  | 1  | 0  | 1  | 4  |
| 2017–18    | HC Davos            | NLA        | 48  | 21  | 15  | 36  | 4   | 5  | 1  | 2  | 3  | 0  |
| 2018–19    | Linköping HC        | SHL        | 33  | 17  | 12  | 29  | 22  | —  | —  | —  | —  | —  |
| 2019–20    | Linköping HC        | SHL        | 48  | 24  | 21  | 45  | 14  | —  | —  | —  | —  | —  |
| 2020–21    | Linköping HC        | SHL        | 31  | 11  | 16  | 27  | 12  | —  | —  | —  | —  | —  |
| 2021–22    | Linköping HC        | SHL        | 51  | 15  | 14  | 29  | 40  | —  | —  | —  | —  | —  |
| 2022–23    | Linköping HC        | SHL        | 27  | 13  | 6   | 19  | 10  | —  | —  | —  | —  | —  |
| 2023–24    | Linköping HC        | SHL        | 52  | 17  | 24  | 41  | 8   | 4  | 2  | 1  | 3  | 0  |
| 2024–25    | Linköping HC        | SHL        | 38  | 5   | 12  | 17  | 12  | —  | —  | —  | —  | —  |
| SHL totalt | SHL totalt          | SHL totalt | 485 | 186 | 202 | 388 | 220 | 27 | 10 | 12 | 22 | 12 |
| AHL totalt | AHL totalt          | AHL totalt | 21  | 3   | 5   | 8   | 8   | —  | —  | —  | —  | —  |

### Internationellt
| År     | Lag    | Turnering | Matcher | Mål | Assists | Poäng | Utv. |
| ------ | ------ | --------- | ------- | --- | ------- | ----- | ---- |
| 2018   | USA    | OS        | 5       | 0   | 1       | 1     | 0    |
| Totalt | Totalt | Totalt    | 5       | 0   | 1       | 1     | 0    |